# رباط زرمهر
رباط زرمهر مربوط به دوره قاجار است و در شهرستان مه‌ولات، روستای زرمهر واقع شده و این اثر در تاریخ ۱۰ دی ۱۳۸۱ با شمارهٔ ثبت ۶۶۶۰ به‌عنوان یکی از آثار ملی ایران به ثبت رسیده است.